# Monomíctico

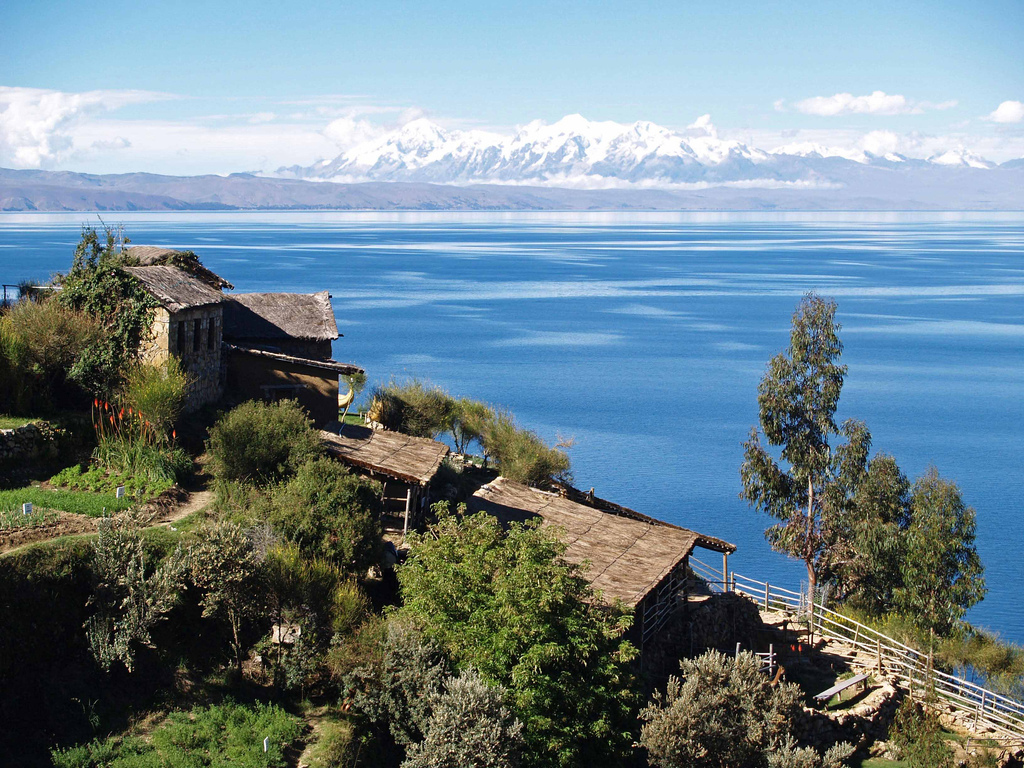
El lago Titicaca en Bolivia es un lago monomíctico.

Monomíctico es una calificación que se aplica a los lagos que tienen la característica que las aguas se mezclan una vez al año, por causa de las variaciones de la temperatura, de modo homogéneo en un perfil vertical sin un gradiente de densidad.

## Se distinguen dos tipos de lagos monomícticos
- 1. Lagos de clima cálido, donde la estratificación y la termoclina se forman en verano, cuando las aguas superficiales (llamadas epilimnion) se calientan y las del fondo (llamadas hipolimnion) permanecen frías. El gradiente de densidad entre ambas capas impide que las aguas se mezclen. La mezcla se produce en otoño, cuando se enfría la superficie hasta igualar la temperatura del hipolimnion y dura hasta la primavera.

- 2. Lagos de clima frío, donde la estratificación se produce en invierno, cuando el lago se hiela en superficie, mientras que el fondo permanece más caliente a 4 °C. Durante el periodo estival, se deshiela la superficie y se produce la mezcla, hasta que se hiele de nuevo.